# 丁健 (肿瘤药理学家)
丁健（1953年2月20日—），江苏无锡人，中国肿瘤药理学家，中国工程院院士，曾任中国科学院上海药物研究所所长、研究员，现任中国科学院大学药学院院长。

## 生平
1978年毕业于江西医学院，获学士学位。1983年毕业于中国医科大学，获硕士学位。1991年毕业于日本国立九州大学，获博士学位。